# Francisco Ramón Alonso Solorzano
Francisco Ramón Alonso Solorzano, més conegut com a Pachi (18 de febrer de 1966 - 27 de gener de 2010) va ser un futbolista, futsalista i entrenador madrileny.

## Trajectòria
Nascut a Madrid, va iniciar-se en el món del futbol-sala, tot fitxant per l'Intervíu i arribant a ser internacional amb la selecció espanyola. A la vegada, va entrar en el Real Madrid Aficionados el 1985.
A partir de la 86/87 puja al Reial Madrid B, de Segona Divisió, on va disputar quatre temporades. A la darrera va marcar sis gols en 34 partits. Això li va possibilitar el seu fitxatge pel Reial Valladolid, amb qui debuta a primera divisió. Va disputar 19 partits amb els val·lisoletans entre 1990 i 1992.
Posteriorment va retornar a les pistes de futbol sala. Retirat com a jugador, va retornar al Reial Madrid com a tècnic de categories inferiors. El 27 de gener de 2010 va faltar a causa d'una malaltia cardíaca.